# Corbara, Kampanien
Corbara är en ort och kommun i provinsen Salerno i regionen Kampanien i Italien. Kommunen hade 2 520 invånare (2017).